# Тепловой зонтик

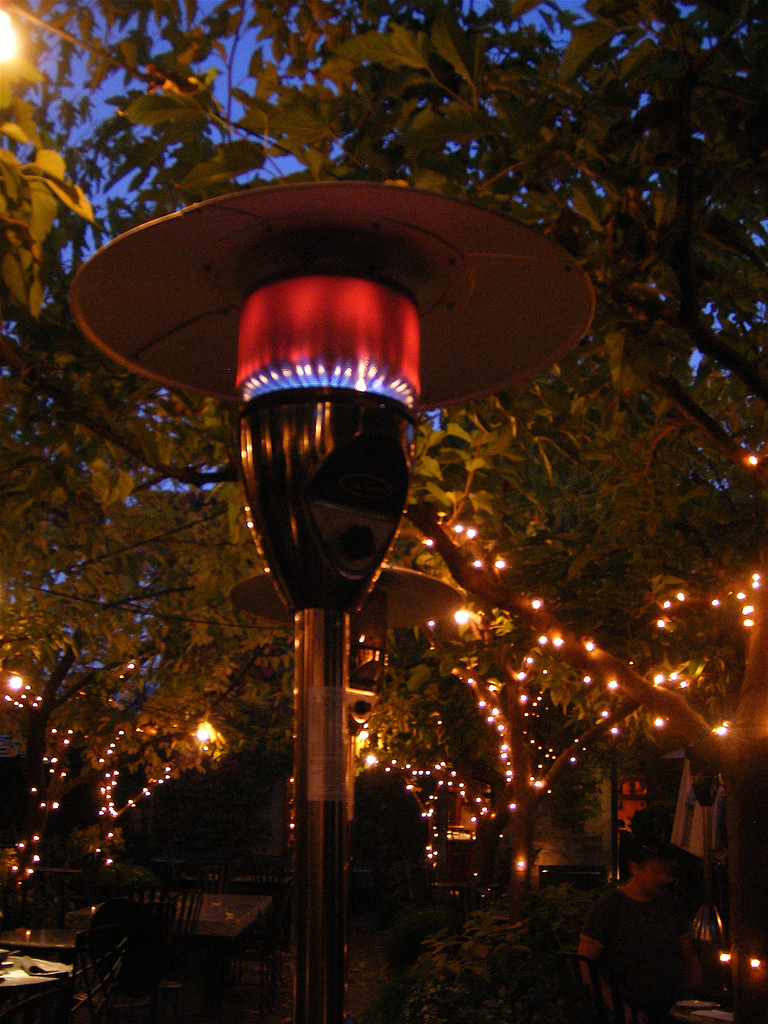
Работающий тепловой зонтик

Тепловой зонтик (уличный обогреватель) — инфракрасный обогреватель излучающего типа, предназначенный для обогрева открытого пространства.

## Устройство
В зависимости от источника энергии различают газовые и электрические зонтики.
- Газовый тепловой «зонтик» представляет собой газовую горелку с отражателем, смонтированную на высокой (2 и более метра) штанге. Сгорая, газ раскаляет сетчатый излучатель, который создает поток теплового излучения. Отражатель, смонтированный над излучателем, направляет тепловое (инфракрасное) излучение на обогреваемую площадь, создавая область теплого пространства.
- Электрический тепловой «зонтик» — это обычный электрический инфракрасный обогреватель (или несколько обогревателей), закрепленный на высокой стойке. Могут использоваться как для установки под навесом, так и без него (водонепроницаемые модели).

## Применение
Тепловой зонт используется при необходимости длительного пребывания на улице в холодную погоду. Наибольшая его эффективность достигается в отсутствие ветра и осадков. Большую популярность данный вид обогревателей приобрел в открытых кафе и барах, владельцы которых таким образом продлевают сезон активной работы своих заведений. 
Находит применение для обогрева персонала, занятого на ликвидации коммунальных аварий и чрезвычайных ситуаций в холодное время года.